# Heteropterus coreana
Heteropterus coreana är en fjärilsart som beskrevs av Matsumura 1937. Heteropterus coreana ingår i släktet Heteropterus och familjen tjockhuvuden. Inga underarter finns listade i Catalogue of Life.